# Rosie O'Donnell
Roseann O'Donnell (* 21. března 1962) je americká komička, televizní producentka, herečka a spisovatelka. Svou komediální kariéru zahájila již jako teenagerka, když v roce 1984 prorazila v televizním seriálu Star Search. Po řadě televizních a filmových rolí, které ji představily širšímu národnímu publiku, uváděla v letech 1996 až 2002 vlastní talk show The Rosie O'Donnell Show, která získala několik cen Daytime Emmy. Během tohoto období si získala přezdívku „Queen of Nice“ a také pověst filantropky.
V letech 2006–2007 moderovala talk show The View. Do pořadu se vrátila v roce 2014. V letech 2009 až 2011 moderovala na stanici Sirius XM své Rosie Radio.

## Mládí
Narodila se a vyrůstala v Commacku na Long Islandu ve státě New York. Měla irské předky. Byla vychovávána v římskokatolické domácnosti. Čtyři dny před jejími jedenáctými narozeninami jí zemřela matka na karcinom prsu. Během střední školy začala rozšiřovat svůj zájem o komedii. Po maturitě v roce 1980 krátce navštěvovala Dickinson College, později přestoupila na Bostonskou univerzitu, kterou ale nedokončila.

## Osobní život
Žila v Nyacku ve státě New York, kde v roce 1996 koupila viktoriánský dům, který dříve sloužil jako dům Helen Hayesové. V roce 2000 ho prodala podnikateli Edwardu M. Kopkovi. Přestěhovala se do South Nyacku. Dále vlastní dům ve West Palm Beach na Floridě. Na začátku roku 2020 se přestěhovala na západní pobřeží.
Patří mezi demokratky. Financovala několik politických kampaní, včetně té za zvolení senátora Douga Jonese z Alabamy.
V lednu roku 2002 udělala během stand-upu coming out a otevřeně se přiznala k homosexuální orientaci.
Je také otevřenou obhájkyní práv lesbiček a otázek adopce dětí homosexuály. Dále je pěstounkou a adoptivní matkou.
V únoru roku 2004 si vzala za ženu Kelli Carpenterovou. Spolu měly ve své péči čtyři děti. Carpenterová se v roce 2007 odstěhovala z jejich domu. Jejich manželství skončilo v srpnu 2004, kdy bylo zrušeno kalifornským Nejvyšším soudem.
V roce 2012 si vzala konzultantku Michelle Roundsovou. Byly spolu dva roky a jejich rozvod byl dokončen v říjnu roku 2015. Roundsová spáchala v roce 2017 sebevraždu.

## Filmografie

### Televize
| Rok       | Název                                 | Role                        | Poznámky                                     |
| --------- | ------------------------------------- | --------------------------- | -------------------------------------------- |
| 1986–87   | Gimme a Break!                        | Maggie O'Brien              | členka štábu                                 |
| 1988–91   | Stand-Up Spotlight                    | Host                        | Také producentka                             |
| 1992      | Beverly Hills, 90210                  | sama sebe                   | Epizoda: "Destiny Rides Again"               |
| 1992      | Stand By Your Man                     | Lorraine Popowski           | 6 epizod                                     |
| 1994      | The Ren & Stimpy Show                 | Scout Leader                | Hlas, epizoda: "Eat My Cookies"              |
| 1994      | Living Single                         | Sheri                       | 1 epizoda                                    |
| 1995      | Bless This House                      | Peg                         | 1 epizoda                                    |
| 1995      | The Larry Sanders Show                | sama sebe                   | 1 epizoda                                    |
| 1996–2002 | The Rosie O'Donnell Show              | Host                        | Také producentka                             |
| 1996      | Chůva k pohledání                     | Cozette/sama sebe           | 2 epizody                                    |
| 1996      | Night Stand                           | sama sebe                   | Epizoda: "Is Bigger Better?"                 |
| 1997      | The Twilight of the Golds             | Jackie                      | Televizní film                               |
| 1997      | Správná Susan                         | sama sebe                   | 1 epizoda                                    |
| 1997–2001 | Všichni starostovi muži               | sama sebe                   | 1 epizoda                                    |
| 1998      | Blue's Clues                          | sama sebe                   | 1 epizoda                                    |
| 1998      | Murphy Brown                          | Ann Marie Delany sekretářka | 1 epizoda                                    |
| 1999      | Jackie's Back                         | sama sebe                   | 1 epizoda                                    |
| 1999      | Time of Your Life                     | recepční                    | 1 epizoda                                    |
| 1999      | Ally McBeal                           | Dr. Hooperová               | 1 epizoda                                    |
| 2000      | Third Watch                           | zdravotnice                 | 1 epizoda                                    |
| 2000      | The Practice                          | Svatební konzultantka       | 1 epizoda                                    |
| 2002      | Will & Grace                          | Bonnie                      | 1 epizoda                                    |
| 2003      | Judging Amy                           | Soudkyně Nancy Paul         | 1 epizoda                                    |
| 2005      | Riding the Bus with My Sister         | Beth Simon                  | Televizní film                               |
| 2005      | Queer as Folk                         | Loretta Pye                 | Opakující se role                            |
| 2005      | All Aboard! Rosie's Family Cruise     | sama sebe                   | Také výkonný producent                       |
| 2005–11   | Curb Your Enthusiasm                  | sama sebe                   | Opakující se role                            |
| 2006–07   | The View                              | Moderátor                   |                                              |
| 2006–08   | Plastická chirurgie s. r. o.          | Dawn Budge                  | Opakující se role                            |
| 2008      | Little Britain USA                    | sama sebe                   | 1 epizoda                                    |
| 2008      | Rosie Live                            | sama sebe                   | Také výkonný producent                       |
| 2008      | Christmas in Rockefeller Center 2008  | sama sebe                   |                                              |
| 2009      | America                               | Dr. Maureen Brennanová      | Television film; also producer               |
| 2009–10   | Drop Dead Diva                        | Soudkyně Madeline           | 4 epizody                                    |
| 2011      | Who Do You Think You Are?             | sama sebe                   | Epizoda: "Rosie O'Donnell"                   |
| 2011      | The Doc Club with Rosie O'Donnell     | Host                        |                                              |
| 2011–12   | The Rosie Show                        | Host                        | Také výkonný producent                       |
| 2011–12   | Web Therapy                           | Maxine DeMaine              | Recurring role; 4 episodes                   |
| 2012      | Manžel k pohledání                    | Katy O'Grady                | Epizoda: "Mother's Day"                      |
| 2013      | Bomb Girls                            | Dottie Shannon              | Epizoda: "Something Fierce"                  |
| 2013      | Jake a piráti ze Země Nezemě          | Skákající královna čmeláků  | Hlas, epizoda: "Follow the Bouncing Bumble!" |
| 2013      | Smash                                 | sama sebe                   | 2 epizody                                    |
| 2013      | Impractical Jokers                    | sama sebe                   | Epizoda: "Everything's Just Rosie"           |
| 2014–15   | The View                              | Host                        |                                              |
| 2014–18   | Fosterovi                             | Rita Hendricks              | Opakující se role                            |
| 2015      | Rosie O'Donnell: A Heartfelt Stand Up | sama sebe                   | Stand-up comedy speciál                      |
| 2015      | Empire                                | Pepper O'Leary              | Epizoda: "Sinned Against"                    |
| 2016      | Máma                                  | Jeanine                     | 2 epizody                                    |
| 2016      | Match Game                            | sama sebe                   |                                              |
| 2016      | Hairspray Live!                       | The Gym Teacher             | TV special                                   |
| 2016–19   | The $100,000 Pyramid                  | sama sebe                   | 3 epizody                                    |
| 2017      | When We Rise                          | Del Martin                  | 2 epizody                                    |
| 2017      | Difficult People                      | Vanessa                     | Epizoda: "Code Change"                       |
| 2017–19   | Americký táta                         | Townie                      | Hlas, 2 epizody                              |
| 2017–19   | SMILF                                 | Tutu                        | Hlavní role                                  |
| 2020      | I Know This Much Is True              | Lisa Sheffer                | Hlavní role                                  |
| 2021      | Run the World                         | Dr. Nancy Josephsonová      | Epizoda: "My Therapist Says..."              |
| 2021      | The L Word: Generation Q              | Carrie                      | 4 epizody                                    |
| 2022      | Ruská panenka                         | Hlasatelka v metru          | Hlas, 6 epizod                               |
| 2022      | A League of Their Own                 | Vi                          | Epizoda: "Stealing Home"                     |
| 2022      | American Gigolo                       | Detektiv Sunday             | Hlavní role                                  |

### Filmy
| Rok  | Název                                 | Role                      | Poznámky                        |
| ---- | ------------------------------------- | ------------------------- | ------------------------------- |
| 1992 | Velké vítězství                       | Doris Murphy              |                                 |
| 1993 | Samotář v Seattlu                     | Becky                     |                                 |
| 1993 | Sledování                             | A.D.A. Gina Garrett       |                                 |
| 1993 | Fatální instinkt                      | Dáma z obchodu se zvířaty |                                 |
| 1994 | Car 54, Where Are You?                | Lucille Toody             |                                 |
| 1994 | I'll Do Anything                      | Maskérka                  |                                 |
| 1994 | Flintstoneovi                         | Betty Rubble              |                                 |
| 1994 | Exit to Eden                          | Sheila Kingston           |                                 |
| 1995 | Now and Then                          | Roberta Martin            |                                 |
| 1995 | Nádherný holky                        | Gina Barrisano            |                                 |
| 1996 | Harriet the Spy                       | Ole Golly                 |                                 |
| 1996 | A Very Brady Sequel                   | sama sebe                 | Cameo                           |
| 1998 | Wide Awake                            | sestra Terry              |                                 |
| 1999 | Get Bruce                             | sama sebe                 | Documentary                     |
| 1999 | Tarzan                                | Terk                      | Hlas                            |
| 2000 | Flintstoneovi 2 - Viva Rock Vegas     | Octopus                   | Hlas                            |
| 2001 | Artists and Orphans: A True Drama     | Vypravěč                  |                                 |
| 2001 | Hedwig a Angry Inch                   | sama sebe                 | Archivní záběry                 |
| 2001 | The Party's Over                      | sama sebe                 | Dokument                        |
| 2005 | The Lady in Question is Charles Busch | sama sebe                 | Dokument                        |
| 2005 | ShowBusiness: The Road to Broadway    | sama sebe                 | Dokument                        |
| 2005 | Pursuit of Equality                   | sama sebe                 | Dokument                        |
| 2006 | All Aboard! Rosie's Family Cruise     | sama sebe                 | Dokumentární, výkonný producent |
| 2015 | Ladíme 2                              | The View Host             |                                 |

### Dětské knížky
- Kids are Punny: Jokes Sent by Kids to the Rosie O'Donnell Show (1997)
- Kids are Punny 2: More Jokes Sent by Kids to the Rosie O'Donnell Show (1998)